# جونو (خرم‌آباد)
جونو یک روستا در ایران است که در شهرستان خرم‌آباد استان لرستان واقع شده‌است. جونو ۱۱۴ نفر جمعیت دارد.

## جمعیت
این روستا در دهستان زاغه قرار دارد و براساس سرشماری مرکز آمار ایران در سال ۱۳۸۵، جمعیت آن ۱۱۴ نفر (۲۳ خانوار) بوده‌است.